# Halostachys belangeriana
Halostachys belangeriana (Syn. Halostachys caspica) ist die einzige Art der Pflanzengattung Halostachys in der Familie der Fuchsschwanzgewächse (Amaranthaceae). Es ist eine Salzpflanze mit gegliedertem Stängel und reduzierten Blättern und Blüten. Sie sind von Südosteuropa über Südwest- und Zentralasien bis nach China verbreitet.

## Beschreibung

### Vegetative Merkmale
Halostachys belangeriana wächst als Strauch und erreicht Wuchshöhen und eine Breite von bis zu drei Metern. Die aufrechten Stängel sind stark verzweigt, die älteren Zweige sind meist blattlos. Diesjährige Zweige sind blaugrün, fleischig, erscheinen gegliedert, mit kahler, meist fein papillöser Oberfläche. Die Laubblätter stehen gegenständig, sie sind fleischig, kahl, miteinander verwachsen und den Stängel umgebend (und dadurch die Gliederung bewirkend), mit sehr kurzer, schuppenförmig-dreieckiger Spitze.

### Blütenstände und Blüten
Die Blütenstände bestehen aus zahlreichen, meist gegenständigen, zylindrischen Scheinähren mit einer Länge von 1,5 bis 3 Zentimetern und einer Breite von zwei bis fünf Millimetern auf einem gegliederten Stiel. Die zwittrigen Blüten sitzen jeweils zu dritt in der Achsel eines rhombisch-quadratischen Tragblatts. Die Tragblätter sind gegenständig und nicht verwachsen. Die verkehrt-eiförmige bis verkehrt-pyramidale Blütenhülle besteht aus drei verwachsenen Tepalen und weist an der Spitze drei nach innen gebogene Lappen auf. Das einzige Staubblatt ragt aus der Blüte heraus. Der eiförmige Fruchtknoten trägt zwei pfriemliche, papillöse Narben. Die Blüte- und Fruchtzeit reicht von Juli bis November.

### Früchte und Samen
Zur Fruchtzeit umgibt die fleischige und etwas vergrößerte, deutlich dreieckige, glänzende Blütenhülle die Frucht. Die Fruchtwand ist häutig. Der aufrechte Same ist länglich-eiförmig und rotbraun. Er enthält den halb-ringförmigen Embryo und reichlich Nährgewebe.

## Verbreitung
Das Verbreitungsgebiet von Halostachys belangeriana reicht von Südosteuropa, Kaukasusraum (Russland, Armenien, östliche Türkei) über Südwestasien (nördlicher Iran, Afghanistan, Pakistan) und Zentralasien (Turkmenistan, Mongolei) bis zum uigurischen autonomen Gebiet Xinjiang sowie zum westlichen Teil der chinesischen Provinz Gansu.
Als Salzpflanze besiedelt sie Salzmarschen, salzige und alkaline Tonebenen und Salzsenken, ausgetrocknete Flussbetten und die Ufer von Salzseen.

## Systematik
Die gültige Erstbeschreibung der Gattung Halostachys wurde 1843 von Alexander von Schrenk verfasst. Carl Anton von Meyer hatte den Namen bereits 1838 verwendet (als "Halostachys caspia"), aber ohne eine Gattungsbeschreibung anzufertigen. Die Gattung enthielt anfangs drei Arten (Halostachys  caspica, Halostachys nodulosa und Halostachys songarica). 1874 wurde als Lektotypus Halostachys songarica festgelegt. Jedoch waren Halostachys songarica und H. nodulosa 1866 von Franz Ungern-Sternberg in die Gattung Halopeplis gestellt worden. Mikko Piirainen schlug 2015 vor, den Namen Halostachys mit dem Typus Halostachys caspica zu konservieren, (dies ist ein Synonym von Halostachys belangeriana).
Die Gattung Halostachys enthält nur noch eine einzige Art, Halostachys belangeriana (Moq.) Botsch. In der Literatur findet sich oft auch der Name Halostachys caspica. Die älteste Beschreibung als Salicornia caspica Pall. stammt von Peter Simon Pallas aus dem Jahr 1771, aber dieser Name ist illegitim, da bereits Salicornia caspica L. existierte. Auf diesem illegitimen Namen beruhen auch Halocnemum caspicum (Pall.) M.Bieb., Halostachys caspia (Pall.) C.A.Mey. (nom. inval.), Halostachys caspica (Pall.) C.A.Mey. ex Schrenk und Arthrocnemum caspicum (Pall.) Moq. (p.p., nom. confus.). Weitere Synonyme sind Arthrocnemum belangerianum Moq. und Halocnemum caspicum var. belangerianum (Moq.) Moq.
Durch phylogenetische Untersuchungen der Unterfamilie Salicornioideae wurde bestätigt, dass Halostachys mit der Gattung Halocnemum nah verwandt ist.

## Nutzung
Halostachys belangeriana gedeiht unter extremen ökologischen Bedingungen und eignet sich als Futterpflanze zur nachhaltigen Entwicklung in versalzten Regionen. Die beste Futterqualität wird zur Blütezeit erreicht. Wichtige Pflanzeninhaltsstoffe sind Flavonoide mit antimikrobiellen und antioxidativen Eigenschaften, die wirtschaftlich genutzt werden können.